# 古西赫鲁斯塔利内
古西赫鲁斯塔利内是俄罗斯弗拉基米尔州的一个镇，位于古西河畔，距离州首府弗拉基米尔约60公里，人口51,552人（2021年）。
古西赫鲁斯塔利内字面上意为“水晶鵝”，是俄罗斯最古老的玻璃工业中心之一。
古西赫鲁斯塔利内成立于18世纪中叶，1931年建镇。该城属于俄罗斯金环中的一个小镇。